# Proxenos van Boeotië
Proxenus van Boeotië was een volgeling van Gorgias en een vriend van Xenophon. Door het verbond van deze laatste met Cyrus de Jongere, deed hij mee als huurling in het leger van De Tienduizend. Hij kwam naar Sardis aan het hoofd van 1500 zwaarbewapende en 500 lichtbewapende soldaten. Zijn uitnodiging was de aanleiding voor Xenophon om in dienst te komen van Cyrus. Hij was een van de ongelukkige generaals die Clearchos van Sparta verleidde om mee te gaan naar Tissaphernes. Hij werd gevangengenomen samen met de anderen en naar de koning van Perzië gebracht, waar hij ter dood gebracht werd. Xenophon spreekt over hem als een man wiens ambitie beïnvloed werd door zijn strikte oprechtheid, en die met name erop uit was om de affectie van zijn troepen te winnen, zodat alleen de welwillende soldaten hem gehoorzaamden, maar hij er niet in slaagde de rest de inspireren met een gezond ontzag voor zijn autoriteit. Hij was 30 jaar oud toen hij stierf in 401 v.Chr.